# بهگوان

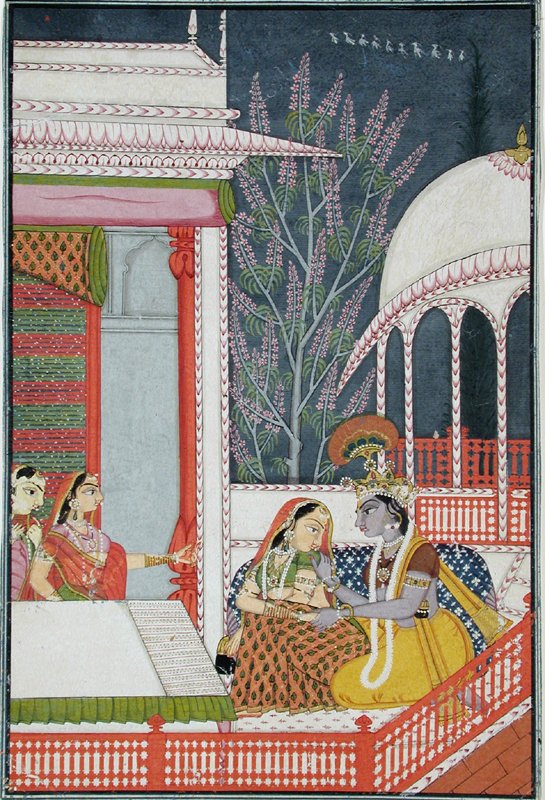
مهارت اصلی بهگوان در رسم نقاشی‌های هندو بود.

بهگوان یا بگوان نقاش مینیاتور اهل هندوستان بود که در زمان اکبر کبیر به کارگاه‌های نگارگری گورکانی پیوست. آثار او متفاوت از نقاشی‌هایی است که دیگر هنرمندان هندو برای کتب گورکانی می‌کشیدند. نُه نقاشی از او در داراب‌نامه وجود دارد که بیش از هر هنرمند دیگری در آن کتاب است و این نشان می‌دهد که یحتمل او در تألیف حمزه‌نامه هم می‌بایست همکاری کرده باشد؛ البته ناهماهنگی و عدم تناسب میان آثار او و نقش‌های ایرانی نشان می‌دهد که او با نگارگری ایرانی در آن هنگام ناآشنا بوده‌است. با این حال، بهگوان درکشیدن نقاشی‌های مربوط به هندوییسم و به خصوص رسم زنان مهارت بیشتری داشت، لذا در رزم‌نامه آثاری از او وجود دارد. بهگوان در بعضی از نگاره‌ها به عنوان رنگ‌آمیز با دسوانت و لعل همکاری کرده؛ درک نادرست وی از مناظر و چهره‌های انسانی تأثیر ترکیب را از بین می‌برد اما با این وجود آموزش موفقیت‌آمیز بود و در نسخه‌های خطی تاریخی دهه ۱۵۹۰ او یک رنگ‌آمیز شایسته بود. وی همچنین در بخش تاریخ طبیعی عجایب‌المخلوقات شش تصویر کشیده‌است. آخرین کارهای او ۴ برگ پویا در موضوعات مختلف بابر نامه و ۱۵ برگ در بخش سلطنتی رزم‌نامه است.

## نگارخانه

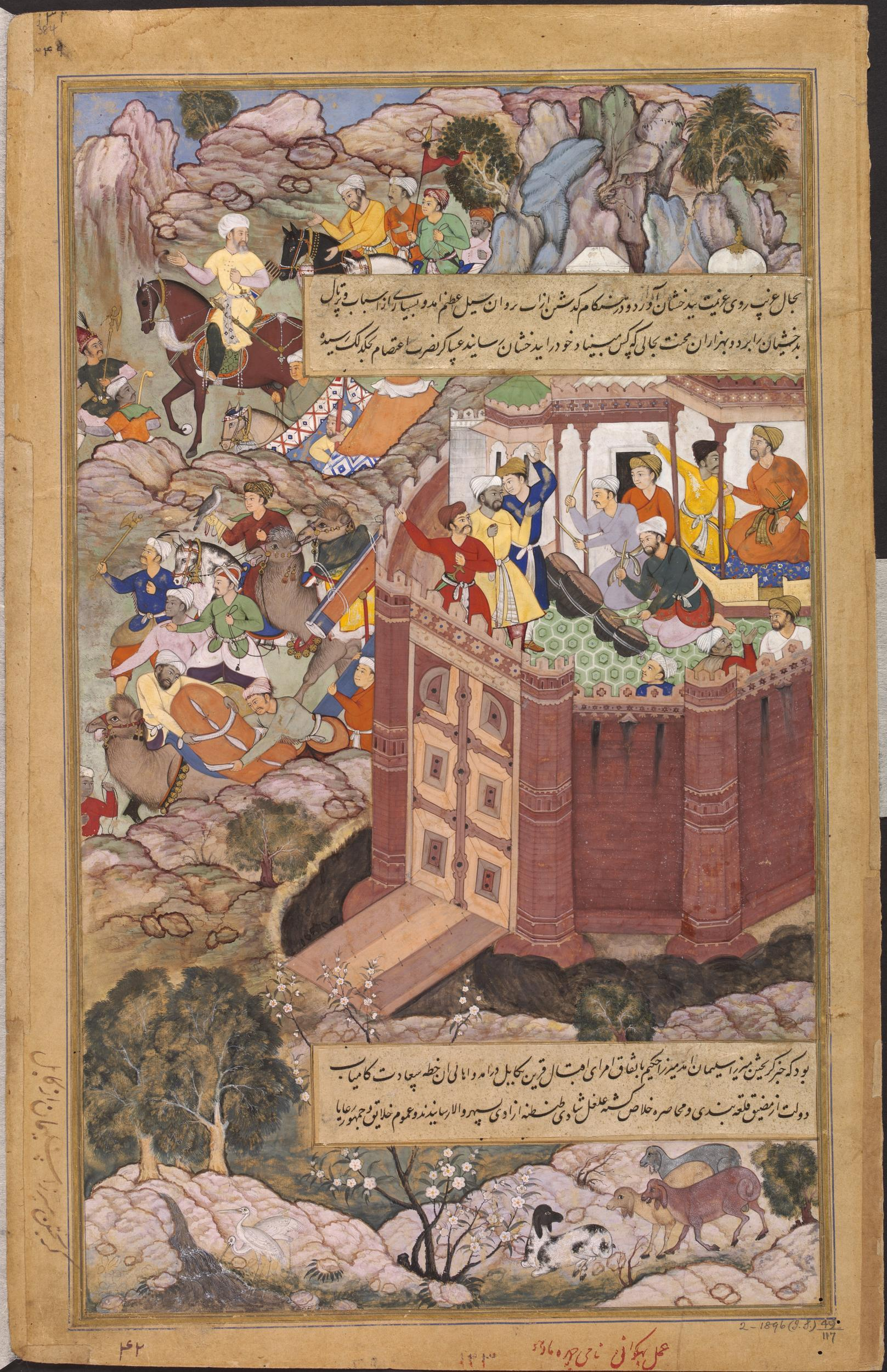
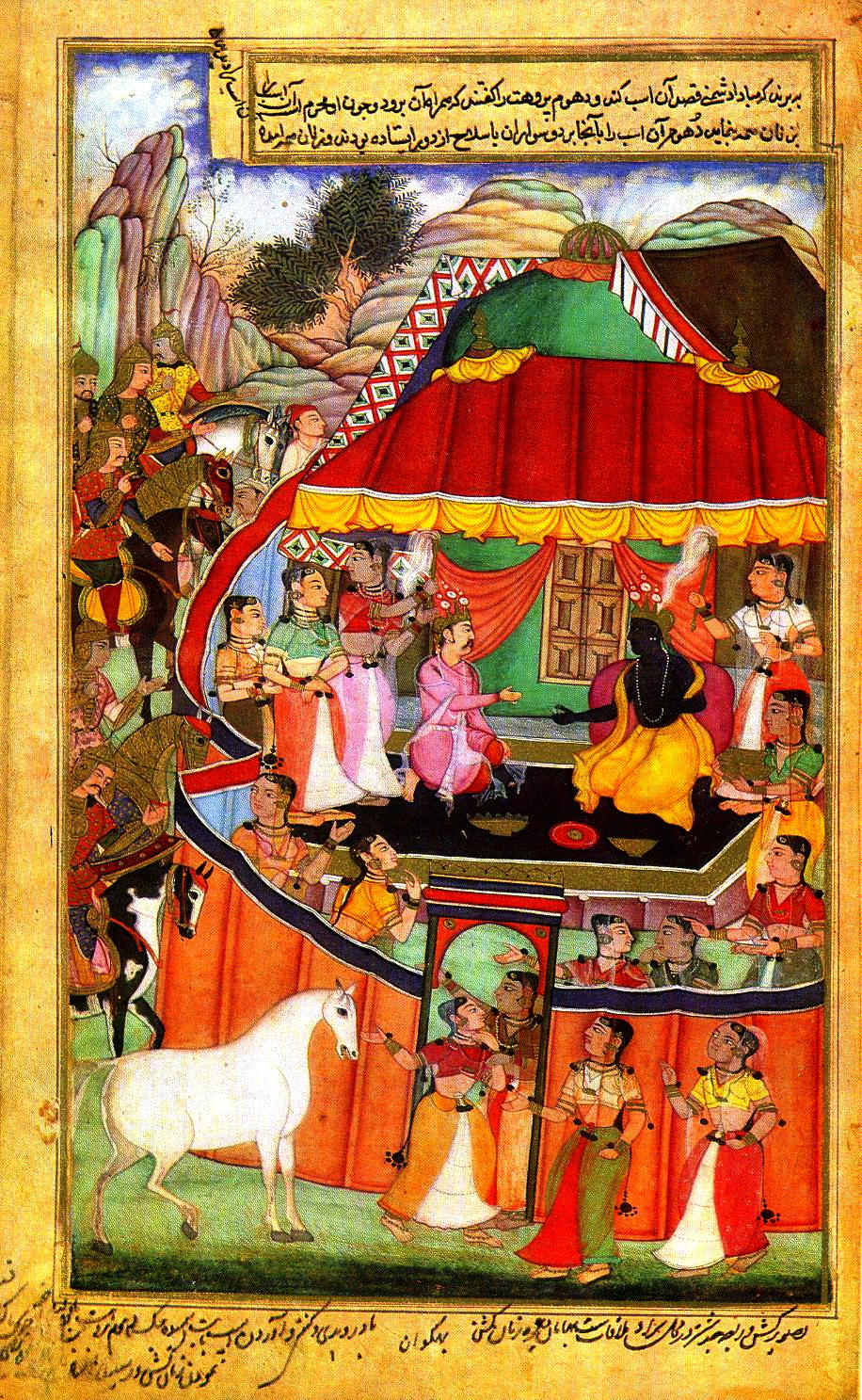
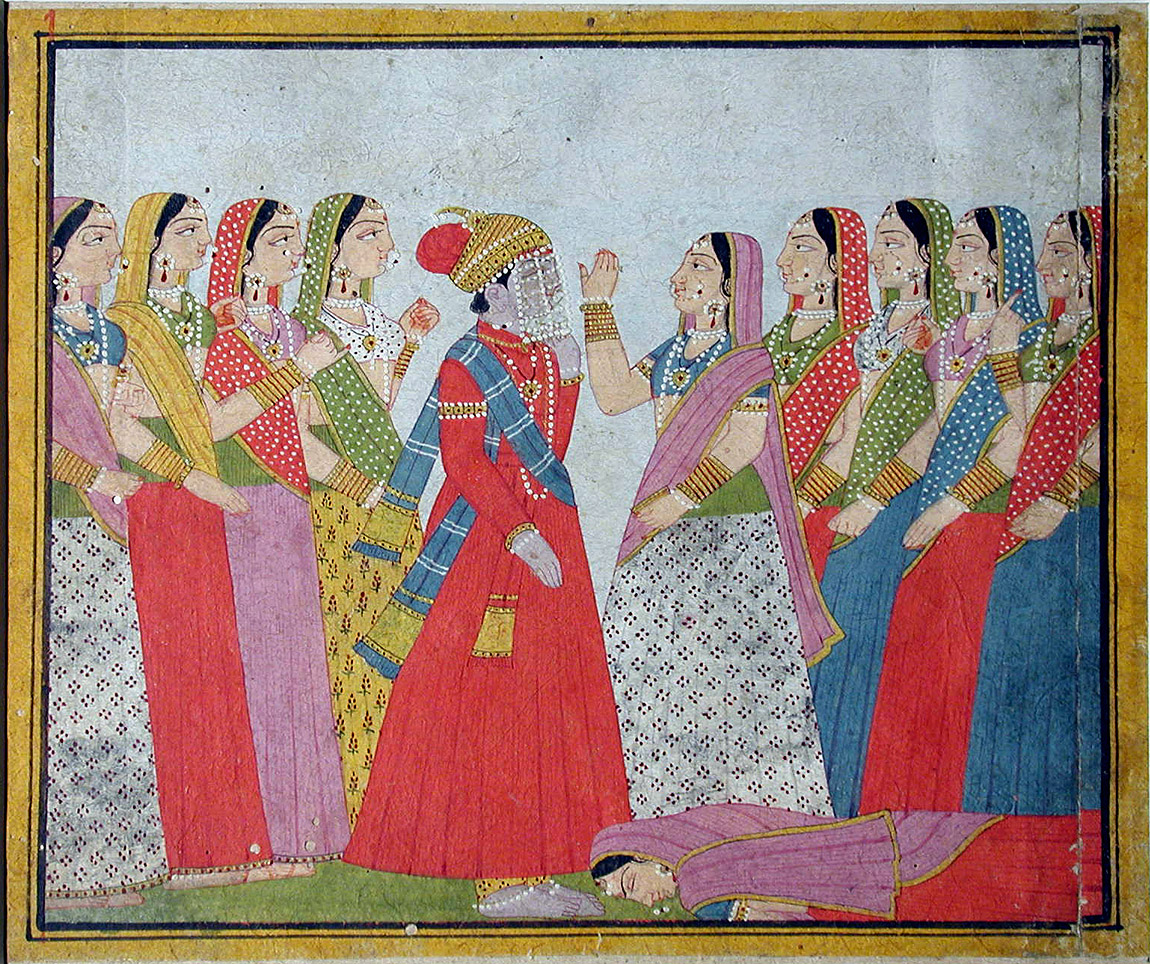
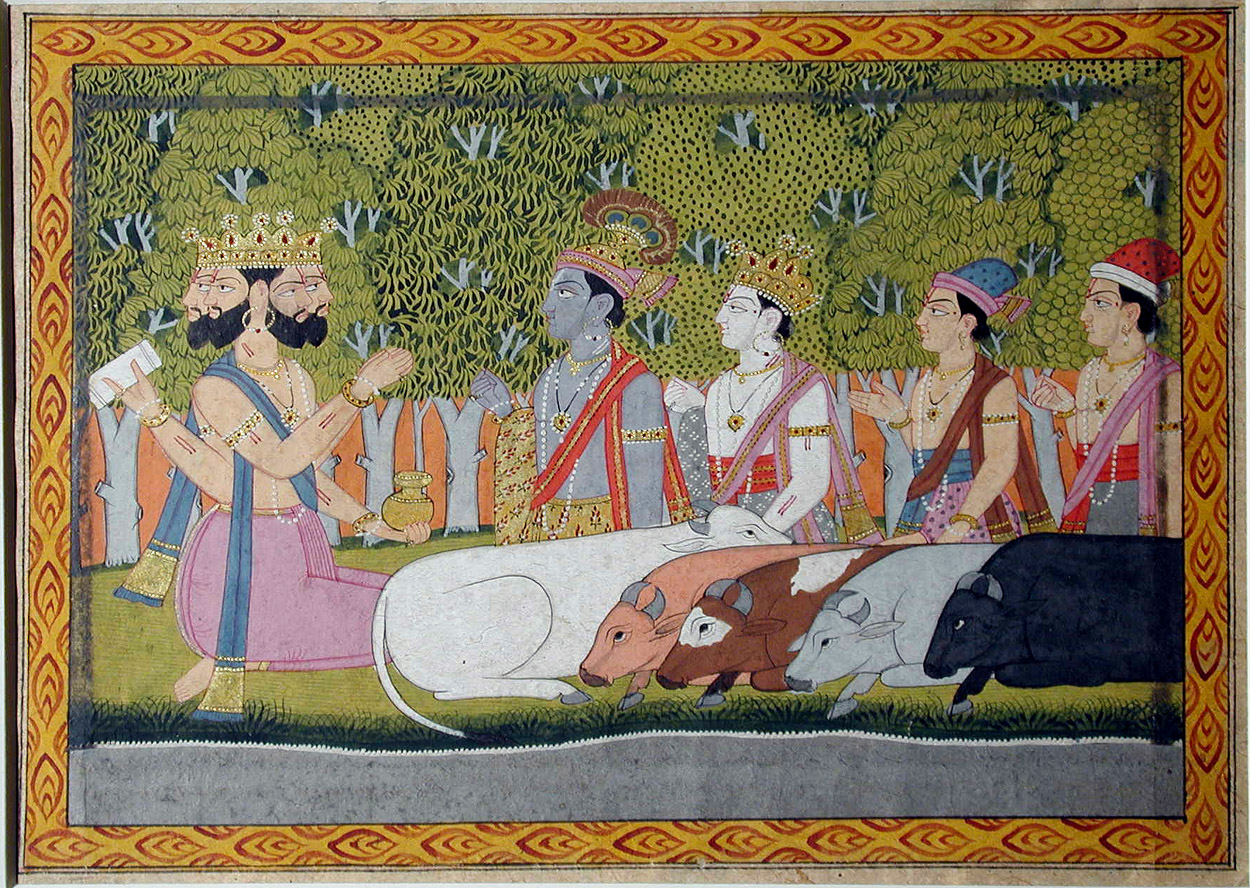
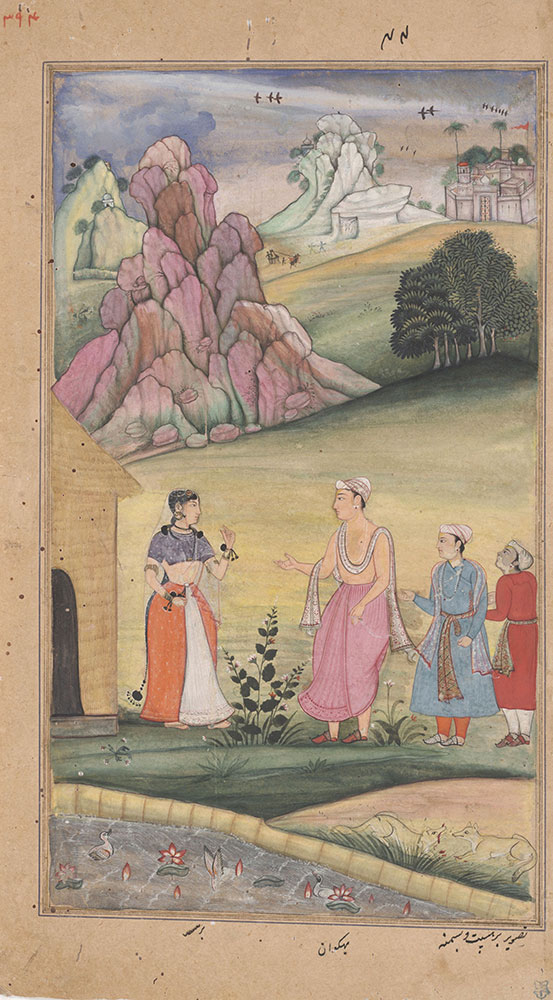
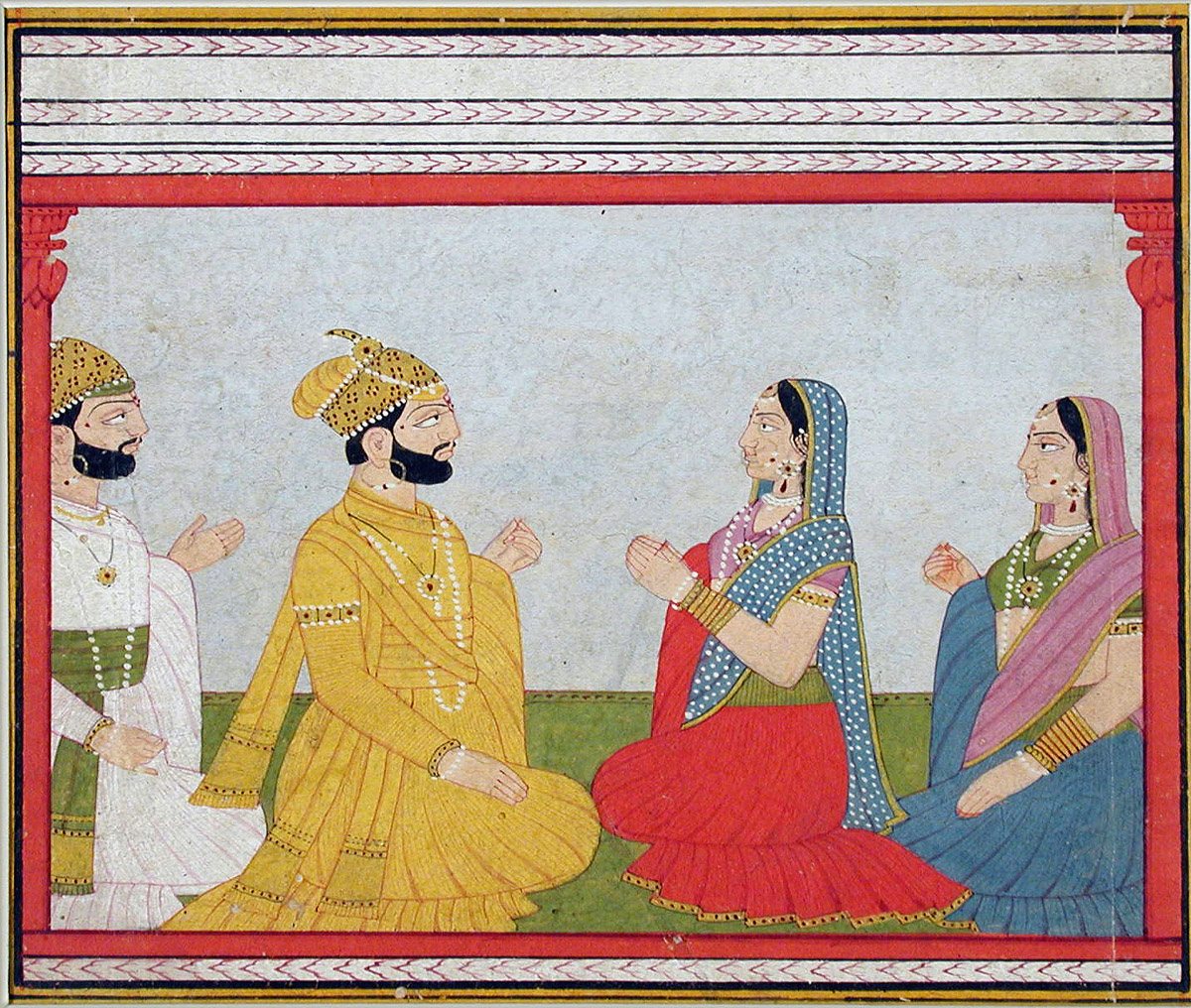
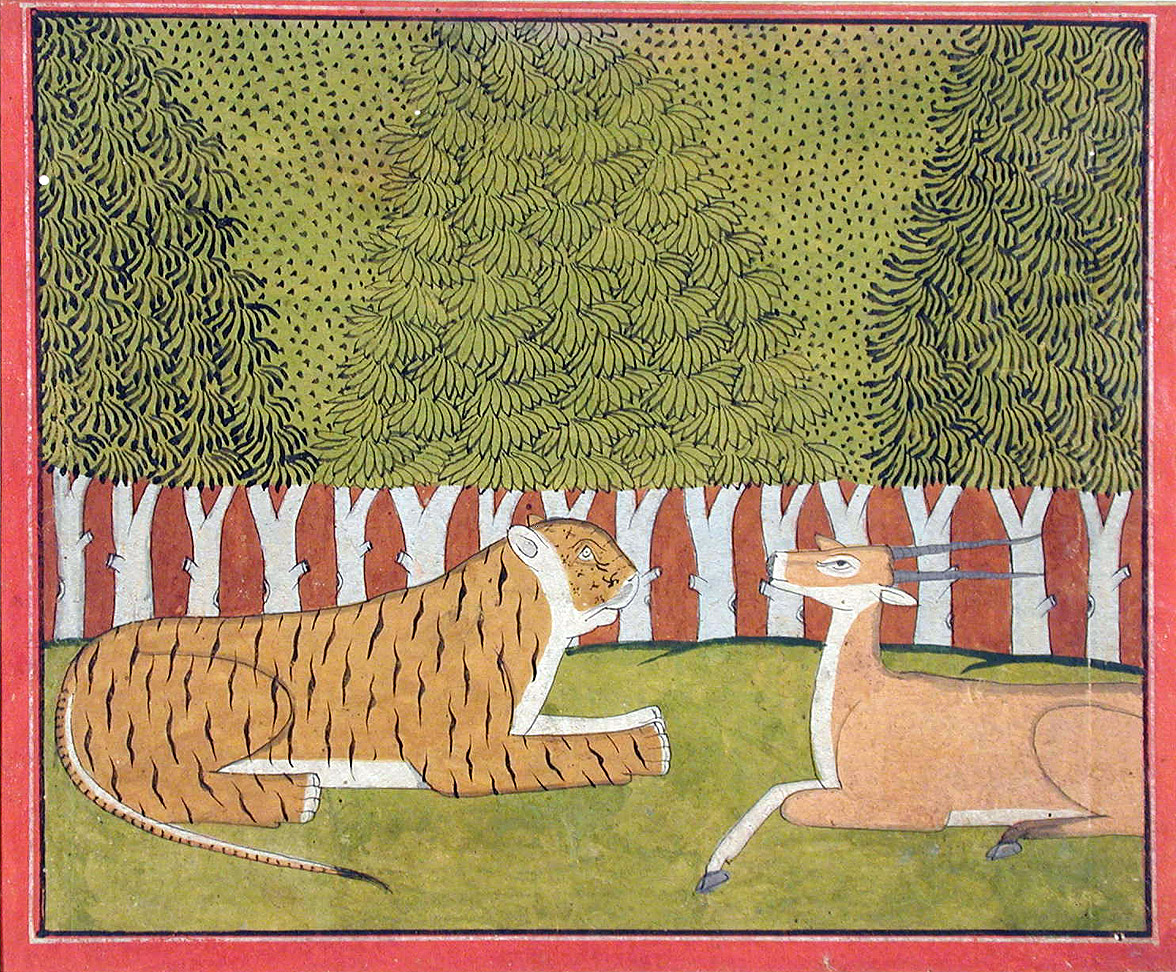
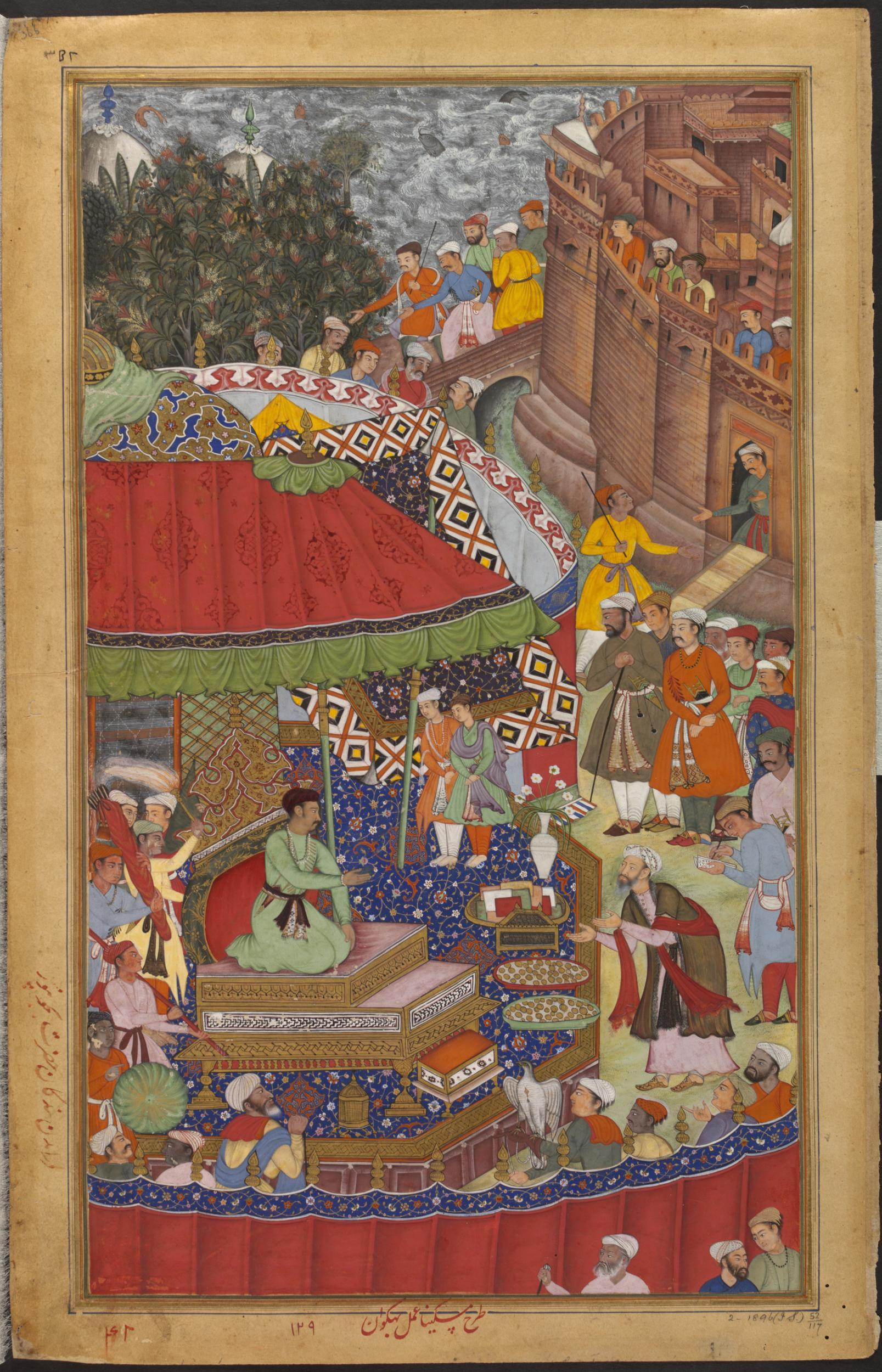
اثر مسکینا با رنگ‌آمیزی بهگوان
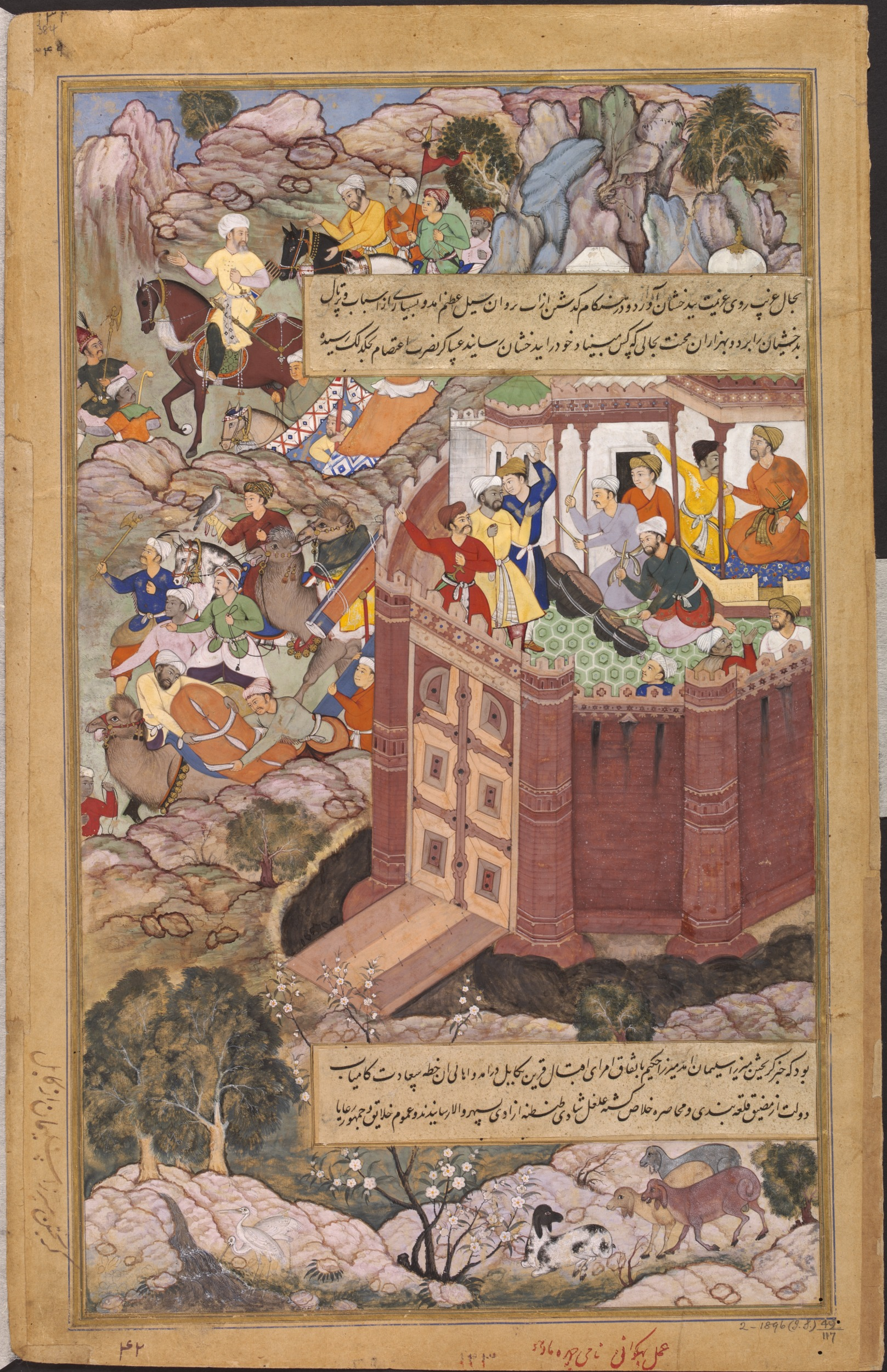
اثر مدهو با کمک بهگوان
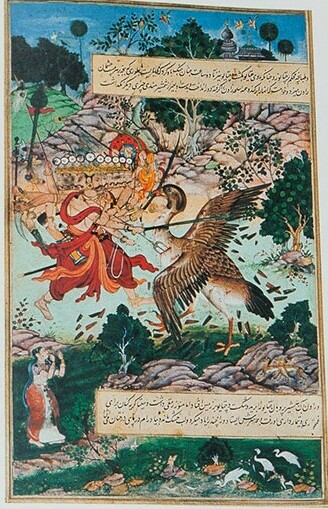
اثر تارا با کمک بهگوان